# Святошинське лісопаркове господарство
Свято́шинське лісопа́ркове господа́рство — підприємство комунальної власності громади міста Києва, яке підпорядковане в складі КО Київзеленбуд Київській міській державній адміністрації. Створене у 1956 році.

## Загальні відомості
До складу господарства входить частина лісових масивів у північно-західній частині Києва. Структурно господарство складається із 4 лісництв, які контролюють разом 12 751 га лісу:
- Київське лісництво (3139 га, ліси і лісопарки між залізничною колією Київ — Коростень і селищем Пуща-Водиця)
- Межигірське лісництво (3029 га, у Оболонському районі у східній частині Пуща-Водицького лісу)
- Пуща-Водицьке лісництво (3677 га, у Оболонському районі між селищем Пуща-Водиця і урочищем Синяки (західна частина Пуща-Водицького лісу))

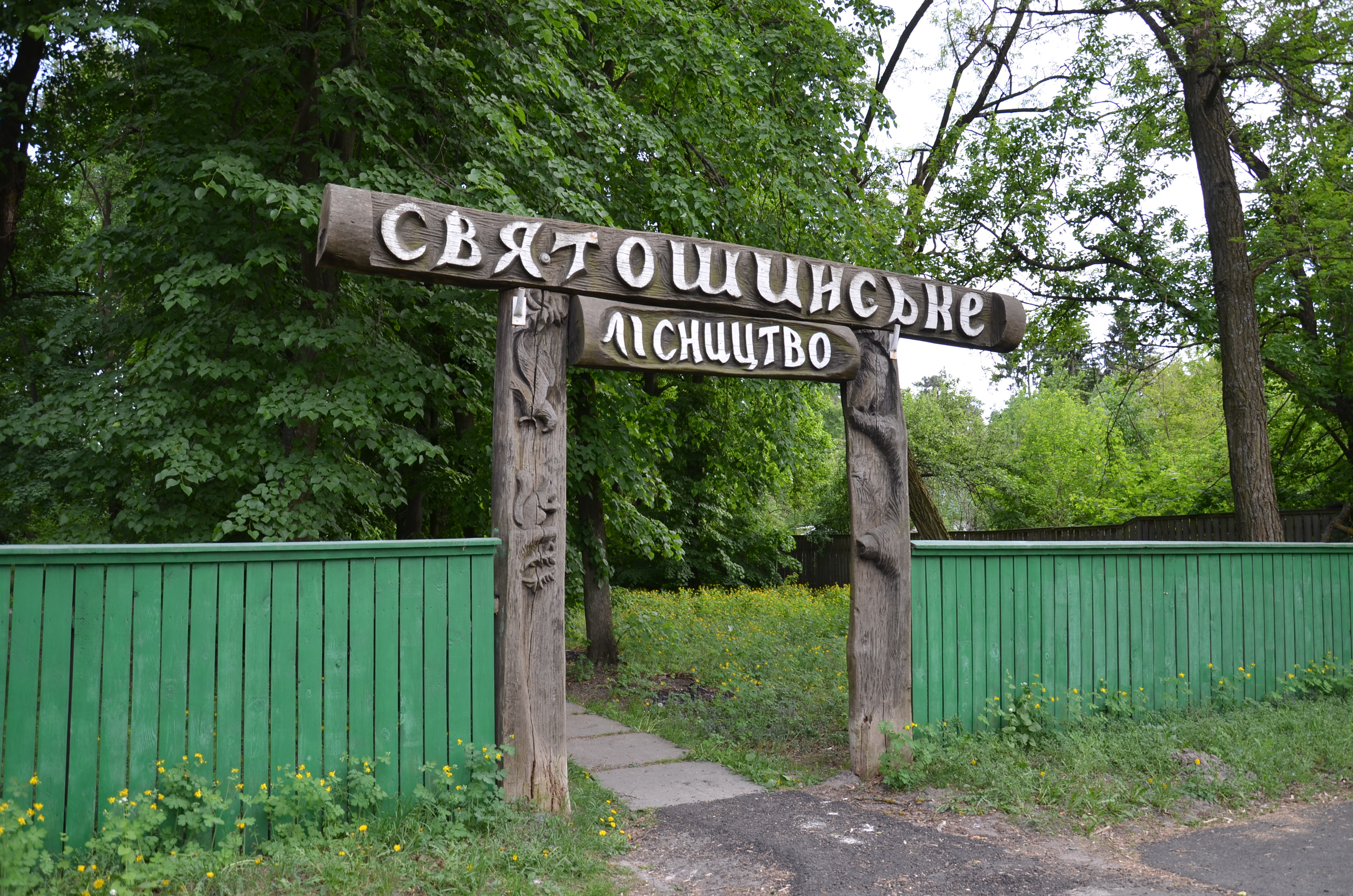
Святошинське лісництво

- Святошинське лісництвоСвятошинське лісництво (2906 га , ліси і лісопаркові території, які знаходяться у Святошинському районі у східній частині Святошинського лісу, на південь від залізничної колії Київ — Коростень)

Нарівні з Дарницьким ЛПГ (16 569 га) та ЛПГ «Конча-Заспа» (4889 га) є одним з трьох лісопаркових господарств Києва. Загальний лісовий фонд Києва становить 34 209 га.

## Головні напрями діяльності підприємства
- ведення лісогосподарської діяльності, утримання лісового фонду на закріпленій за підприємством території згідно з вимогами чинного лісового та природоохоронного законодавства;
- контроль за станом лісових насаджень на підконтрольній йому території з оформленням і видачею відповідних приписів;
- організація спостереження та обліку осередків хвороб і шкідників лісу, проведення постійних профілактичних заходів та боротьби з ними;
- охорона лісу від лісопорушень, пожеж, виконання комплексу протипожежних заходів;
- вирощування посадкового матеріалу для створення лісових культур;
- виконання робіт з лісовідновлення на площах, пройдених суцільними санітарними та лісовідновними рубками, згідно з вимогами діючих у лісовому господарстві нормативних документів;
- виконання робіт з капітального та поточного ремонту об'єктів благоустрою;
- утримання та охорона об'єктів природно-заповідного фонду;
- організація цехів по переробці деревини та підсобних господарств, виготовлення товарів широкого споживання.

## Об'єкти природно-заповідного фонду

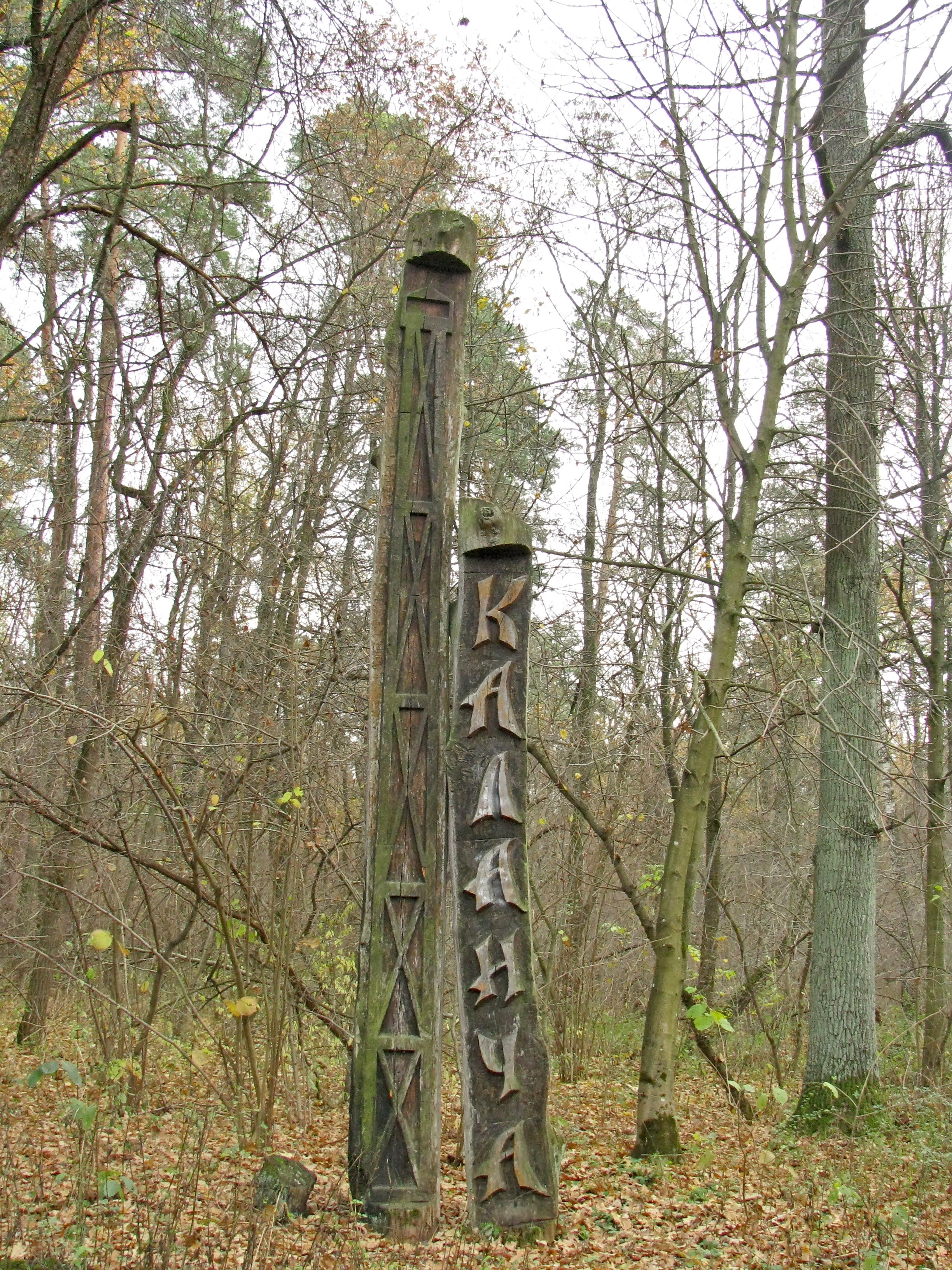
Колекція лісовода Вінтера

Ліси і лісопарки господарства представлені в основному коштовними змішаними хвойно-листяними насадженнями, в яких домінують сосни, дуби, берези, у незначній кількості - осика, ялина, липа, клен, вільха, бук, граб. На території Святошинського лісопаркового господарства міститься 9 об'єктів природно-заповідного фонду: 
- парки-пам'ятники садово-паркового мистецтва Парк «Пуща-Водиця» і Святошинський лісопарк
- пам'ятники природи "Романівське болото" і "Колекція лісовода Вінтера"
- заповідник місцевого значення "Межигірський"
- загально-зоологічний заповідник "Річка Любка"
- лісовий заповідник місцевого значення "Межигірсько-Пуща-Водицький"
- ландшафтний заповідник місцевого значення "Пуща-Водиця"
- ландшафтний заказник місцевого значення "Золотий ліс".

Контора господарства розташована по вул. Святошинська, 24.

## Включення у Національний парк "Голосіївський"
Указом Президента України від 01.05.2014 р. № 446/2014 усі території природно-заповідного фонду  Святошинського лісопаркого господарства було включено до меж Національного парку "Голосіївський", без вилучення у землекористувача: Святошинського лісопаркового господарства.